# Trachymyrmex verrucosus
Trachymyrmex verrucosus är en myrart som beskrevs av Borgmeier 1948. Trachymyrmex verrucosus ingår i släktet Trachymyrmex och familjen myror. Inga underarter finns listade i Catalogue of Life.